# 건포도 케이크

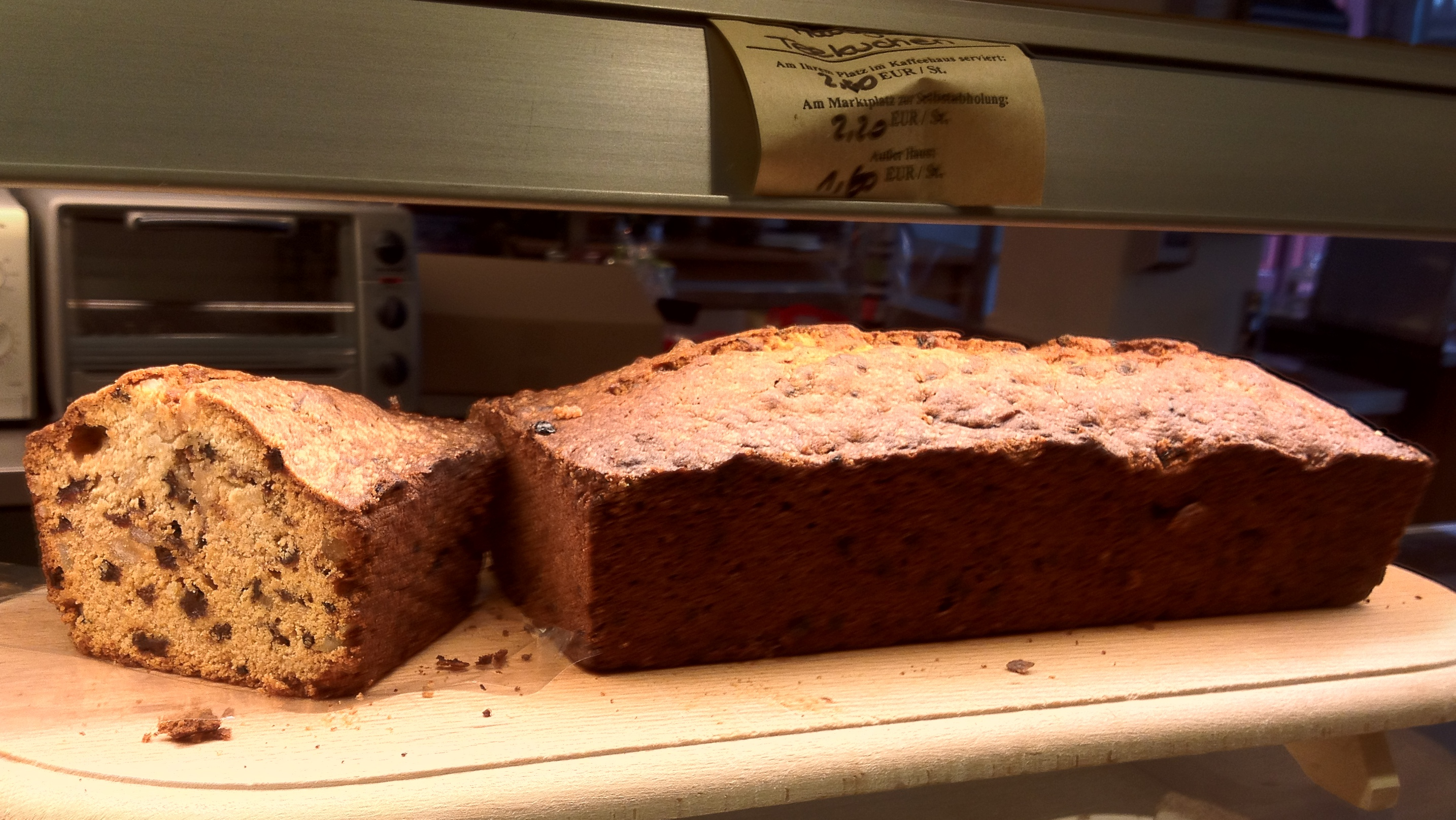
건포도 케이크

건포도 케이크(Raisin cake)는 건포도를 주재료로 사용하여 준비하는 케이크의 일종이다. 초콜릿이나 럼주와 같은 추가 재료가 사용되기도 한다. 건포도 케이크는 적어도 기원전 1010~970년경 다윗의 통치 시기로 거슬러 올라간다. 삶은 건포도 케이크는 다양한 재료를 끓인 다음 오븐에서 굽는 방식으로 준비된다. 건포도 케이크는 적어도 미국 남북전쟁(1861~1865년) 시기로 거슬러 올라간다.